# Giel-Courteilles
Giel-Courteilles é uma comuna francesa na região administrativa da Normandia, no departamento Orne. Estende-se por uma área de 12,35 km². Em 2010 a comuna tinha 674 habitantes (densidade: 54,6 hab./km²).